# شهرستان لنده
شهرستان لنده، یکی از شهرستان‌های استان کهگیلویه و بویراحمد ایران است. مرکز این شهرستان، شهر لنده است.
این شهرستان در تاریخ ۲۹ آذر ۱۳۹۱ از شهرستان کهگیلویه جدا شد و مستقل گردید.

## پیشینه
در فرهنگ عمومی از معنای لنده به عنوان مکان گود و عمیق نام برده می‌شود که این به دلیل پایین بودن ارتفاع این شهر نسبت به مناطق پیرامونش می‌باشد. در تصاویر این واقعیت به وضوح قابل مشاهده‌است.
شهرستان لنده از قدیمی‌ترین شهرهای استان کهگیلویه و بویراحمداست، به طوری که در سال ۱۳۰۵ با نام بخش ثلاث و زیر نظر فرمانداری کل بهبهان اداره می‌شد. تا قبل از پیروزی انقلاب ۱۳۵۷ ایران، لنده توسط خوانین ایل طیبی اداره می‌شد.

## موقعیت جغرافیایی
شهرستان لنده از شمال تا شرق با شهرستان کهگیلویه و از غرب تا جنوب با شهرستان بهمئی همسایه است.

## مردم‌شناسی
مردم شهرستان لنده از قوم بزرگ لر ، و ایل طیبی هستند.

## تقسیمات کشوری
شهرستان لنده دارای ۲ بخش، ۴ دهستان و ۱ شهر به شرح زیر است:

### شهرستان لنده
| بخش     | مرکز بخش | جمعیت بخش ۱۳۹۵ | نام دهستان         | مرکز دهستان      | جمعیت دهستان ۱۳۹۵ | شهر              | جمعیت شهر ۱۳۹۵   |
| ------- | -------- | -------------- | ------------------ | ---------------- | ----------------- | ---------------- | ---------------- |
| مرکزی   | لنده     | ۱۸٬۹۵۱ نفر     | طیبی گرمسیری شمالی | لنده             | ۳٬۹۹۰ نفر         | لنده             | ۱۲٬۷۷۲ نفر       |
| مرکزی   | لنده     | ۱۸٬۹۵۱ نفر     | عالی طیب           | چهارراه عالی طیب | ۲٬۱۸۹ نفر         | لنده             | ۱۲٬۷۷۲ نفر       |
| موگرمون | شیتاب    | ۲٬۸۶۱ نفر      | شیتاب              | شیتاب            | ۱٬۹۹۷ نفر         | **************** | **************** |
| موگرمون | شیتاب    | ۲٬۸۶۱ نفر      | وحدت               | وحدت‌آباد موگرمون | ۸۶۴ نفر           | **************** | **************** |

## جاذبه‌های گردشگری
بقایای قلعهٔ حکومت خوانین در بخش ثلاث (نام قبلی شهر لنده) از آثار تاریخی این شهر می‌باشد. نقش برجسته شتر واقع در کوه شیتاب در کنار لنده از منظره‌های دیدنی لنده می‌باشد.روستای مونه با داشتن بقعه متبرکه امامزاده عمادالدین ولی ،رودخانه های خروشان و پراب موگرمون و مارون ایدنک نیز جز بیشمار جاذبه های این شهر هستند.همچنین منطقه سردسیر سرحد کوه سیاه و سفید به‌دلیل مناطق بکر و سرسبز و زمستان برفی بسیار جذاب هستند

## جمعیت
بر پایه سرشماری عمومی نفوس و مسکن در سال ۱۳۹۵، جمعیت شهرستان لنده برابر با ۲۱٬۸۱۲ نفر بوده‌است.